# دورة ألعاب غرب آسيا 2005
دورة ألعاب غرب آسيا الثالثة  عُقدت في الفترة من 7 إلى 17 أبريل 2003 في دمشق، سوريا. ومع ذلك تم تأجيلها ثم إلغاؤها. في 4 أبريل 2002 قرر اتحاد ألعاب غرب آسيا أن تعقد الدورة كل أربع سنوات بدلاً من سنتين أي قبل عام واحد من دورة الألعاب الآسيوية.
عُقدت دورة ألعاب غرب آسيا الثالثة من 1 إلى 10 ديسمبر 2005 في الدوحة، قطر وشارك فيها أكثر من 1200 رياضي من 13 دولة يشاركون في 11 رياضة. شاركت النساء في دورة ألعاب غرب آسيا لأول مرة.

## الرياضات
| - رياضات مائية - الغطس (5) (التفاصيل) - السباحة (29) (التفاصيل) - سباقات المضمار والميدان (28) (التفاصيل) - كرة السلة (1) (التفاصيل) | - البولينج (8) (التفاصيل) - مبارزة السلاح (3) (التفاصيل) - كرة القدم (1) (التفاصيل) - الجمباز (8) (التفاصيل) - كرة اليد (1) (التفاصيل) | - الرماية (24) (التفاصيل) - كرة الطائرة (1) (التفاصيل) - رفع الأثقال (8) (التفاصيل) |

## الدول المشاركة
| - البحرين - إيران - العراق - الأردن - الكويت | - لبنان - عمان - فلسطين - قطر - السعودية | - سوريا - الإمارات العربية المتحدة - اليمن |

## جدول الميداليات
| الترتيب | منتخب                          | ذهبية | فضية | برونزية | المجموع |
| ------- | ------------------------------ | ----- | ---- | ------- | ------- |
| 1       | قطر (QAT)                      | 28    | 19   | 20      | 67      |
| 2       | الكويت (KUW)                   | 25    | 15   | 18      | 58      |
| 3       | إيران (IRI)                    | 20    | 25   | 16      | 61      |
| 4       | سوريا (SYR)                    | 20    | 13   | 17      | 50      |
| 5       | الإمارات العربية المتحدة (UAE) | 7     | 9    | 6       | 22      |
| 6       | السعودية (KSA)                 | 4     | 9    | 13      | 26      |
| 7       | لبنان (LBN)                    | 4     | 4    | 3       | 11      |
| 8       | الأردن (JOR)                   | 3     | 12   | 10      | 25      |
| 9       | البحرين (BRN)                  | 3     | 2    | 2       | 7       |
| 10      | العراق (IRQ)                   | 2     | 1    | 7       | 10      |
| 11      | اليمن (YEM)                    | 2     | 1    | 0       | 3       |
| 12      | عمان (OMA)                     | 0     | 5    | 5       | 10      |
| المجموع | المجموع                        | 118   | 115  | 117     | 350     |

### التغيير في جدول الميداليات
ظهرت نتيجة اختبار المنشطات إيجابية لأربعة لاعبين شاركوا في دورة ألعاب غرب آسيا 2005 الثالثة.
| الرياضة                 | الحدث                     | الدولة   | الذهب | الفضة | البرونز | المجموع |
| ----------------------- | ------------------------- | -------- | ----- | ----- | ------- | ------- |
| سباقات المضمار والميدان | 3000 متر موانع للرجال     | العراق   |       |       | –1      | –1      |
| سباقات المضمار والميدان | 3000 متر موانع للرجال     | السعودية |       |       | +1      | +1      |
| سباقات المضمار والميدان | 200 متر للسيدات           | سوريا    |       | –1    |         | –1      |
| سباقات المضمار والميدان | 200 متر للسيدات           | الأردن   |       | +1    | –1      | 0       |
| سباقات المضمار والميدان | 200 متر للسيدات           | العراق   |       |       | +1      | +1      |
| سباقات المضمار والميدان | 4 * 100 متر تتابع للسيدات | سوريا    | –1    |       |         | –1      |
| سباقات المضمار والميدان | 4 * 100 متر تتابع للسيدات | إيران    | +1    | –1    |         | 0       |
| سباقات المضمار والميدان | 4 * 100 متر تتابع للسيدات | عمان     |       | +1    | –1      | 0       |
| سباقات المضمار والميدان | 4 * 100 متر تتابع للسيدات | الكويت   |       |       | +1      | +1      |
| السباحة                 | 100 متر فراشة للرجال      | إيران    |       |       | –1      | –1      |
| السباحة                 | 100 متر فراشة للرجال      | الكويت   |       |       | +1      | +1      |
| السباحة                 | 200 متر فراشة للرجال      | إيران    |       |       | –1      | –1      |
| السباحة                 | 200 متر فراشة للرجال      | سوريا    |       |       | +1      | +1      |